# Cauloramphus variegatus
Cauloramphus variegatus is een mosdiertjessoort uit de familie van de Calloporidae. De wetenschappelijke naam van de soort is voor het eerst geldig gepubliceerd in 1881 door Hincks.